# National Intelligence Service (Corée)
Pour les articles homonymes, voir Nis et ANSP.
Le National Intelligence Service (NIS ; 대한민국 국가정보원 - Gukga Jeongbowon - Service de Renseignement National) est un service de renseignement de la Corée du Sud. Il a été créé en 1961 sous le nom de Korea Central Intelligence Agency (KCIA ; 중앙정보부 - Agence Centrale du Renseignement de Corée) puis a pris le nom de Agency for National Security Planning (ANSP ; 국가안전기획부 - Agence pour la Planification de la Sécurité Nationale) en 1981 et a adopté son nom actuel en 1999.

## Histoire

### Création de la KCIA
La Korea Central Intelligence Agency a été fondée en 1961. Sous la dictature de Park Chung-hee (1963-1979), la KCIA, liée de près à la CIA, soutient fortement la WACL (World Anticommunist League), principalement basée à Taïwan mais ayant aussi des bureaux importants à Séoul.
La KCIA contrôle l'ensemble du pays, avec plus de quarante mille employés réguliers et un million de correspondants. Les ouvriers grévistes, les protestataires ou les signataires de simples pétitions s'exposent à de longues peines de prison et à la torture; un exemple emblématique étant la tentative d'assassinat contre Kim Dae-jung, futur président de la Corée du Sud et prix Nobel de la paix, en août 1973. L'ensemble de la société est placée sous une surveillance constante. Dans les années 1970, une série de scandales éclatent aux États-Unis : nombre de parlementaires, journalistes, universitaires et membres de l'administration américaine percevaient des pots-de-vin de la KCIA afin de défendre l'image du régime sud-coréen auprès de l'opinion publique et d’accroître le soutien des autorités américaines à celui-ci.
La KCIA est par ailleurs employée à des missions de propagande dirigées contre la Corée du Nord : « laisser filtrer des informations inventées de toutes pièces sur le régime nord-coréen auprès des journalistes est une pratique standard et coutumière des services secrets sud-coréens dans le monde depuis que la Corée du Nord existe. », note l'historien Bruce Cumings.

### Nouveaux noms
En 1981, la KCIA fut renommée Agency for National Security Planning (ANSP). En 1999, le service a reçu son nom actuel. Des députés américains ont été impliqués dans le Koreagate, scandale survenu dans les années 1970. Vers la fin du XXe siècle, son budget était de 700 et 800 milliards de wons par an.
En 2012, le NIS conduit une campagne de diffamations contre le candidat à l’élection présidentielle Moon Jae-in afin de détourner les électeurs vers la candidate conservatrice Park Geun-Hye, ce qui conduit à la condamnation à trois ans de prison de l'ex-chef du NIS Won Sei-Hoon en février 2015 pour son rôle dans ces manipulations. Lors du procès, les procureurs ont souligné l'implication directe du NIS dans la manipulation de l'opinion publique sud-coréenne via des « ONG » conservatrices : « Un agent du nom de Park, qui faisait partie de l'équipe de guerre psychologique du NIS, a soutenu et supervisé les activités d'organisations conservatrices de droite et d'organisation de jeunesse orientées à droite ».
En avril 2014, le NIS a été accusée d'avoir fabriqué de faux documents pour accuser d'espionnage un Nord-Coréen. Un mois plus tard, le chef du NIS, Nam Jae-joon, remet sa démission.
En juin 2018, trois anciens dirigeants du NIS qui avaient servi sous l’administration Park Geun-hye sont reconnus coupables de corruption. Ils avaient transféré illégalement plus de trois millions de dollars du budget du NIS au bureau présidentiel de Park. Cet argent obtenu illégalement a été utilisé par Park et ses associés pour un usage privé et pour payer des pots-de-vin.